# Bombay Army
Die Bombay Army war das Heer der Präsidentschaft Bombay, einer der drei Präsidentschaften in Britisch-Indien innerhalb des Britischen Weltreichs. Sein Hauptquartier war in Poona.
Auch die anderen beiden Präsidentschaften (Madras und Bengalen) hatten jeweils ein eigenes Heer (Madras Army und Bengal Army). Die Präsidentschaftsarmeen gehörten wie die Präsidentschaften selbst zur Britischen Ostindien-Kompanie, bis der Government of India Act 1858 (verabschiedet nach dem Indischen Aufstand von 1857) alle drei Präsidentschaften der direkten Autorität der britischen Krone übertrug.
1895 wurden alle drei Präsidentschaftsarmeen zur Britisch-Indischen Armee zusammengelegt.

## Geschichte
Der englische König Karl II. verlieh der bis 1707 als English East India Company (EIC) bezeichneten Kompanie am 3. April 1661 die Militärgewalt und das Recht, mit den „Ungläubigen“ in Indien Krieg zu führen und Frieden zu schließen. Dies führte zur Gründung der Bombay Army im Jahr 1662.
Der Sieg durch Sir Robert Clive in der Schlacht bei Plassey 1757 über Siraj-ud-Daula, den letzten unabhängigen Nawab von Bengalen, ließ die Britische Ostindien-Kompanie zu einem militärischen Machtfaktor in Indien werden. 1793 wurde die British East India Company Army reorganisiert. Jede der drei Presidencies erhielt eine eigene Armee: Die sogenannten Presidency Armies waren neben der Bombay Army die 1757 gegründete Madras Army und die seit 1756 bestehende Bengal Army, die bald die größte der drei Armeen wurde.
Die Bombay Army war maßgeblich am Ersten Marathen-Krieg und dem Sieg über Tipu Sultan von Mysore im Jahr 1799 beteiligt.
Die Armeen der British East India Company umfassten um 1800 ca. 200.000 Soldaten, die überwiegend aus einheimischen Sepoys und häufig britischen Offizieren bestand. Daneben existierten aber auch Regimenter mit Mannschaften aus dem Mutterland.
Die Armee der Präsidentschaft Bombay war nur wenig vom Indischen Aufstand von 1857 betroffen, nur zwei der einheimischen Infanterie- und Kavallerieregimenter meuterten oder wurden aufgelöst. Als 1858 die Territorien der Handelsgesellschaft der Krone unterstellt wurden, gingen ihre verbliebenen Regimenter mit einheimischen Mannschaften zur Armee der britischen Regierung von Indien über, während die Regimenter mit Mannschaften aus dem Mutterland in die British Army übernommen wurden.
1895 begannen die drei getrennten Präsidentschaftsarmeen einen Vereinigungsprozess, der erst mit den Reformen Kitcheners 1903 abgeschlossen werden sollte. Als erster Schritt wurde die Indische Armee in vier Kommandos aufgeteilt, die jeweils von einem Lieutenant-General kommandiert wurden. Diese umfassten Madras (einschließlich Burma), Punjab (einschließlich der Nordwestgrenze), Bengalen und Bombay (einschließlich Aden). 1903 wurden die separat nummerierten Regimenter der Armeen von Madras, Bombay und Bengalen in einer einzigen organisatorischen Sequenz vereint und die Präsidentschaftszugehörigkeiten verschwanden.

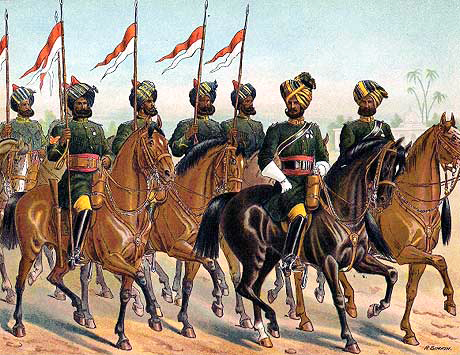
2nd Bombay Lancers 1885

## Struktur
Die Bombay Army (einschließlich Aden) umfasste vor dem Indischen Aufstand von 1857 37.160 Soldaten, und zwar 29 Regimenter Infanterie, zusammen 34.394 Mann, 3 Regimenter Kavallerie, zusammen 1.560 Mann sowie 2 Batterien Fußartillerie, zusammen 1.206 Mann. Daneben bestanden irreguläre Truppen und Hilfstruppen der Fürstenstaaten.

## Oberbefehlshaber der Bombay Army
Der Oberbefehlshaber der Bombay Army war ursprünglich der höchste Militär der Kompanie. Seit der Zeit Sir Robert Clives bis zum Ende des 19. Jahrhunderts war dann der Kommandeur der Bengal Army der Commander-in-Chief, India, der eine Aufsichtsfunktion auch über die Bombay Army hatte. Dieses Amt blieb auch erhalten, als durch den Government of India Act 1858 die Oberherrschaft der Britischen Ostindien-Kompanie über Britisch-Indien und die dortigen Truppen auf die britische Krone überging.
Liste der Commander-in-Chief, Bombay Army:
- Brigadier-General Lawrence Nilson (1785–1788)
- Major-General William Medows (1788–1790)
- Major-General Robert Abercromby (1790–1793)
  - Major-General James Balfour Commanding (1794–1797)
- Major-General James Stuart (1797–1800)
  - Major-General Robert Nicholson Commanding (1800–1801)
  - Major-General Richard Bowles Commanding (1800)
- Major-General Oliver Nicolls (1801–1808)
  - Major-General John Belasis Commanding
  - Major-General Richard Jones Commanding
- Lieutenant-General Hon. John Abercromby (1809–1813)
  - Major-General William Williamson Commanding (1813–1815)
  - Major-General Charles Boye Commanding (1815–1816)
- Lieutenant-General Sir Miles Nightingall (1816–1819)
- Lieutenant-General Sir Charles Colville (1819–1826)
  - Major-General Samuel Wilson Commanding (1826)
- Lieutenant-General Sir Thomas Bradford (1826–1829)
- Lieutenant-General Sir Thomas Beckwith (1829–1832)
- Lieutenant-General Sir Colin Halkett (1832–1834)
- Lieutenant-General Sir John Keane (1834–1838)
  - Major-General J. F. Fitzgerald (1838–1840)
- Lieutenant-General Sir Thomas McMahon, 2. Baronet (1840–1847)
- Lieutenant-General Sir Willoughby Cotton (1847–1850)
- Lieutenant-General Sir John Grey (1850–1852)
- Lieutenant-General Lord Frederick FitzClarence (1852–1854)
- Lieutenant-General Sir Henry Somerset (1855–1860)
- Lieutenant-General Sir Hugh Rose (1860)
- Lieutenant-General Sir William Mansfield (1860–1865)
- Lieutenant-General Sir Robert Napier (1865–1869)
- Lieutenant-General Sir Augustus Spencer (1869–1874)
- Lieutenant-General Sir Charles Staveley (1874–1878)
- Lieutenant-General Sir Henry Warre (1878–1881)
- Lieutenant-General Sir Arthur Hardinge (1881–1886)
- Lieutenant-General Sir Charles Arbuthnot (1886)
- Lieutenant-General Prince Arthur, 1. Duke of Connaught and Strathearn (1886–1890)
- Lieutenant-General Sir George Greaves (1890–1893)
- Lieutenant-General Sir John Hudson (1893)
- Lieutenant-General Sir Charles Nairne (1893–1895)

Siehe auch: Liste der britischen Oberbefehlshaber in Indien